# Letea
Letea è un villaggio nel distretto di Tulcea, nella parte orientale della zona del Delta del Danubio, 23 km a nord-ovest di Sulina. Appartiene al comune amministrativo C.A. Rosetti. Al censimento del 2002 aveva una popolazione di 404 abitanti.